# 拉加茨布蘭肯山

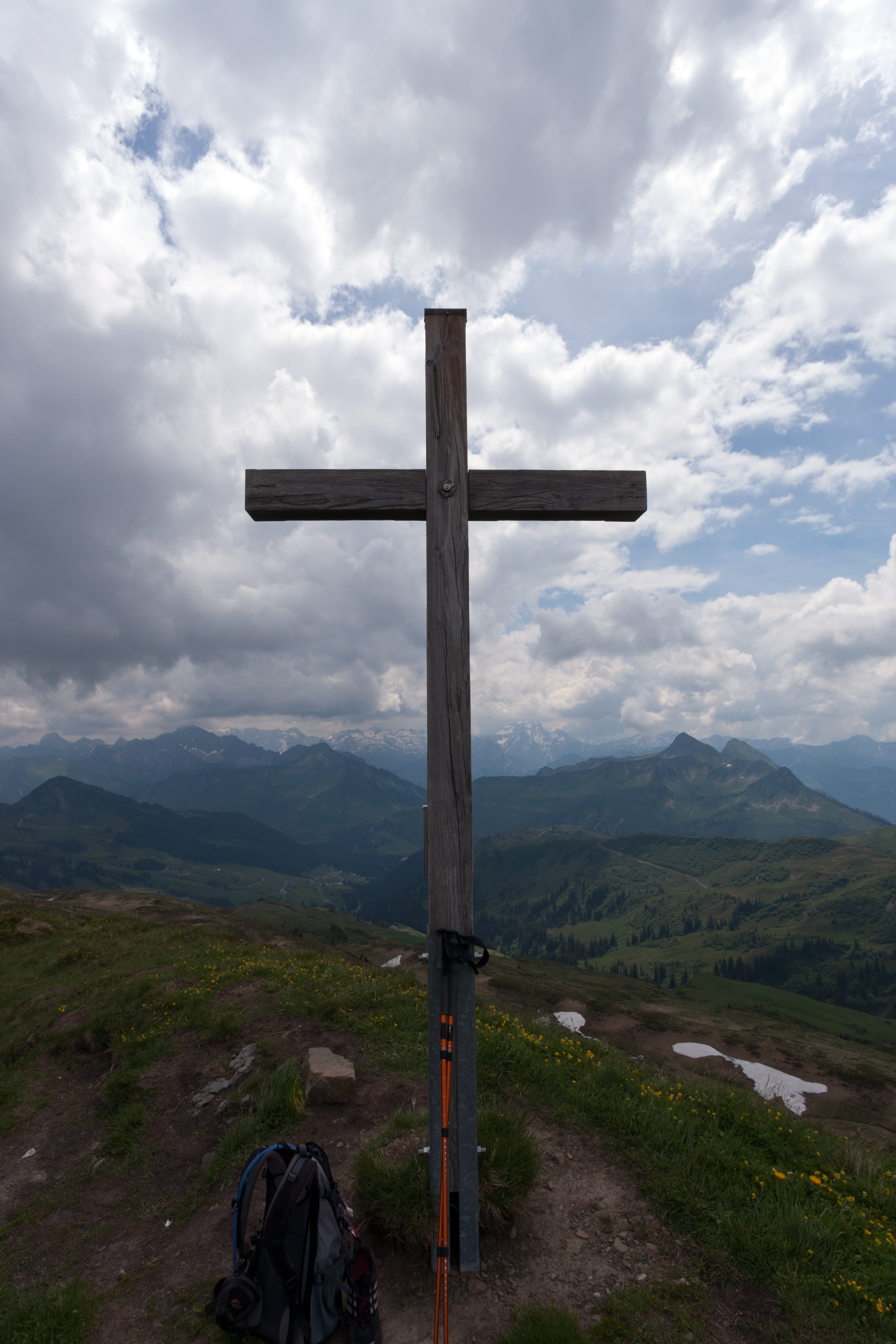

47°18′17″N 9°51′9″E / 47.30472°N 9.85250°E
拉加茨布蘭肯山（德語：Ragazer Blanken），是奧地利的山峰，位於該國西部，由福拉爾貝格州負責管轄，屬於布雷根茨森林山脈的一部分，海拔高度2,051米，每年平均降雨量1,852毫米。